# Административное деление Краснодара
Город Краснодар как объект административно-территориального устройства Краснодарского края состоит из следующих административно-территориальных единиц:  город (краевого подчинения) Краснодар, разделённый на 4 внутригородских (административных) округа. Последним подчинены 5 сельских округов, включающих 29 сельских населённых пунктов, которые в свою очередь вместе с городом составляют единое муниципальное образование город Краснодар со статусом городского округа. При этом сами внутригородские и сельские округа не являются муниципальными образованиями.

## Внутригородские округа
|  | Внутригородской округ | Площадь (км²) | Общее население (чел.) | Городское население (чел.) |
|  | --------------------- | ------------- | ---------------------- | -------------------------- |
|  | Западный              | 22,0          | ↘196 443               | ↘196 443                   |
|  | Карасунский           | 152,0         | ↗354 313               | ↗313 456                   |
|  | Прикубанский          | 474,0         | ↗481 953               | ↗417 875                   |
|  | Центральный           | 28,5          | ↗193 517               | ↗193 517                   |

Предложено разделение Прикубанского внутригородского округа и выделение из него части, которую занимает Восточно-Кругликовский микрорайон и Калининское сельское поселение. Также запланировано создание ещё одного внутригородского округа в посёлках Знаменский и Новознаменский с выделением из территории Карасунского округа.
Преобразование или упразднение округов осуществляется решением Краснодарской городской думы по представлению мэра Краснодара.

## Сельские округа
Двум внутригородским (административным) округам подчинены 5 сельских округов (с населёнными пунктами):
- Карасунскому округу:

 Пашковский сельский округ
- посёлок Зеленопольский;
- посёлок Знаменский;
- посёлок Лорис (до 2011 — Зональный);
- посёлок отделения № 4 совхоза «Пашковский»;
- посёлок Пригородный;
- хутор Ленина;

 Старокорсунский сельский округ
- станица Старокорсунская;
- посёлок Дорожный;
- посёлок Разъезд;

- Прикубанскому округу:

 Берёзовский сельский округ
- посёлок Берёзовый;
- посёлок Колосистый;
- посёлок Краснолит;
- посёлок отделения № 2 СКЗНИИСиВ;
- посёлок отделения № 3 СКЗНИИСиВ;
- посёлок отделения № 3 ОПХ КНИИСХ;
- хутор Восточный;
- хутор Копанской;
- хутор Новый;
- хутор Черников;

 Елизаветинский сельский округ
- станица Елизаветинская;
- посёлок Белозёрный;

 Калининский сельский округ
- посёлок Дружелюбный;
- посёлок Индустриальный;
- посёлок Краснодарский;
- посёлок Лазурный;
- посёлок Плодородный;
- посёлок Победитель;
- посёлок Российский;
- хутор Октябрьский.

## Населённые пункты
В состав города краевого подчинения Краснодар и соответствующего городского округа муниципальное образование город Краснодар входят 30 населённых пунктов
| №  | Населённый пункт                   | Тип населённого пункта | Население  | Административный округ | Сельский округ  |
| -- | ---------------------------------- | ---------------------- | ---------- | ---------------------- | --------------- |
| 1  | Краснодар                          | город                  | ↗1 154 885 | все                    | -               |
| 2  | Белозёрный                         | посёлок                | ↗5316      | Прикубанский           | Елизаветинский  |
| 3  | Берёзовый                          | посёлок                | ↗7605      | Прикубанский           | Берёзовский     |
| 4  | Восточный                          | хутор                  | ↗56        | Прикубанский           | Берёзовский     |
| 5  | Дорожный                           | посёлок                | ↗396       | Карасунский            | Старокорсунский |
| 6  | Дружелюбный                        | посёлок                | ↗380       | Прикубанский           | Калининский     |
| 7  | Елизаветинская                     | станица                | ↘23 841    | Прикубанский           | Елизаветинский  |
| 8  | Зеленопольский                     | посёлок                | ↗771       | Карасунский            | Пашковский      |
| 9  | Знаменский                         | посёлок                | ↗10 248    | Карасунский            | Пашковский      |
| 10 | Индустриальный                     | посёлок                | ↘3963      | Прикубанский           | Калининский     |
| 11 | Колосистый                         | посёлок                | ↗2080      | Прикубанский           | Берёзовский     |
| 12 | Копанской                          | хутор                  | ↗1387      | Прикубанский           | Берёзовский     |
| 13 | Краснодарский                      | посёлок                | ↘681       | Прикубанский           | Калининский     |
| 14 | Краснолит                          | посёлок                | ↘277       | Прикубанский           | Берёзовский     |
| 15 | Лазурный                           | посёлок                | ↗6006      | Прикубанский           | Калининский     |
| 16 | Ленина                             | хутор                  | ↗10 644    | Карасунский            | Пашковский      |
| 17 | Лорис                              | посёлок                | ↘3442      | Карасунский            | Пашковский      |
| 18 | Новый                              | хутор                  | ↗128       | Прикубанский           | Берёзовский     |
| 19 | Октябрьский                        | хутор                  | ↗666       | Прикубанский           | Калининский     |
| 20 | отделения № 2 СКЗНИИСиВ            | посёлок                | ↗2408      | Прикубанский           | Берёзовский     |
| 21 | отделения № 3 ОПХ КНИИСХ           | посёлок                | ↗64        | Прикубанский           | Берёзовский     |
| 22 | отделения № 3 СКЗНИИСиВ            | посёлок                | ↘333       | Прикубанский           | Берёзовский     |
| 23 | отделения № 4 совхоза «Пашковский» | посёлок                | ↗410       | Карасунский            | Пашковский      |
| 24 | Плодородный                        | посёлок                | ↗1079      | Прикубанский           | Калининский     |
| 25 | Победитель                         | посёлок                | ↗409       | Прикубанский           | Калининский     |
| 26 | Пригородный                        | посёлок                | ↗3302      | Карасунский            | Пашковский      |
| 27 | Разъезд                            | посёлок                | ↗113       | Карасунский            | Старокорсунский |
| 28 | Российский                         | посёлок                | ↗6860      | Прикубанский           | Калининский     |
| 29 | Старокорсунская                    | станица                | ↘11 889    | Карасунский            | Старокорсунский |
| 30 | Черников                           | хутор                  | ↗147       | Прикубанский           | Берёзовский     |

## История административного устройства
- 12 июня 1936 года было проведено районирование Краснодара, в результате чего было образовано 3 района: Кировский, Кагановичский и Сталинский.
- 17 февраля 1940 года за счёт разукрупнения Кагановичского района был образован Красногвардейский район.
- 5 ноября 1955 года были упразднены Кировский и Красногвардейский районы, их территория вошла в состав Кагановичского и Сталинского районов.
- 12 сентября 1957 года Кагановичский район был переименован в Ленинский.
- 29 мая 1958 года образован Первомайский район.
- 5 ноября 1961 года Сталинский район был переименован в Октябрьский.
- 10 апреля 1973 года образован Советский район.
- 21 февраля 1975 года образован Прикубанский район.
- 1 февраля 1994 года Ленинский район был преобразован в Кубанонабережный административный округ, Советский район — в Карасунский административный округ, Прикубанский район — в Прикубанский административный округ, а Октябрьский и Первомайский районы объединены в Центральный административный округ.
- 3 марта 1994 года Кубанонабережный административный округ был переименован в Западный административный округ.
- 5 июля 1996 года Городской думой был принят первый устав Краснодара, которым было установлено административное деление города на четыре административных округа[19].
- 19 июля 2003 года городской думой Краснодара был принят новый устав, которым были разграничены территория муниципального образования город Краснодар и территория одноимённого населённого пункта (что впоследствии, после исключения указанного положения, нашло своё отражение в краевом законодательстве[20]), административные округа были переименованы во внутригородские, образованы 2 поселковых и 3 сельских округа.
- 25 февраля 2004 года законом Краснодарского края муниципальное образование город Краснодар было наделено статусом городского округа[4].
- 26 мая 2005 года Городская дума в новой редакции устава Краснодара переименовала поселковые округа в сельские, придав административному делению города современный вид.